# Österreichischer Frauen-Fußballcup 1985/86
Der Österreichische Frauen-Fußballcup wurde in der Saison 1985/86 unter dem Namen ÖFB-Frauen-Fußball-Cup, ausgerichtet vom Wiener Fußball-Verband, zum 14. Mal ausgespielt. Den Pokal gewann zum fünften Mal der USC Landhaus.

## Teilnehmende Mannschaften
Für den österreichischen Frauen-Fußballcup hätten sich anhand der Teilnahme der Ligen der Saison 1985/86 folgende 12(!!) Mannschaften, die nach der Saisonplatzierung der Frauen-Bundesliga 1984/85 und der Damenliga Ost 1984/85 geordnet sind, qualifiziert. Teams, die als durchgestrichen gekennzeichnet sind, nahmen am Wettbewerb aus diversen Gründen nicht am Wettbewerb teil oder sind zweite Mannschaften und spielten daher nicht um den Pokal mit. Weiters konnten noch Vertreter aus den anderen Bundesländern teilnehmen.
| Frauen-Bundesliga (8) | Damenliga Ost (3) | Meister oder Meistervertreter aus den anderen Bundesländern (1) |
| --- | --- | --------------------------------------------------------------- |
| - DFC Ostbahn XI (W) - USC Landhaus (W) - Union Kleinmünchen (OÖ) - 1. DFC Leoben (ST) - LUV Graz (ST) - ESV Stadlau/Kaisermühlen (W) - DSC Austria Brunn (NÖ) - Wiener Berufsschulen CA (W) | - USC Landhaus II (W) - ASV Vösendorf (W) - DFC Ostbahn XI II (W) - DFC Heidenreichstein (NÖ) - FK Leopoldau (W) (N) | - FC Wacker Innsbruck TLM (T) (LM) (C)                          |
| Erläuterungen Länderkürzel: (B): Burgenland, (OÖ): Oberösterreich, (NÖ): Niederösterreich, (ST): Steiermark, (T): Tirol, (W): Wien                                                           | |                                                                 |

| (C) | amtierender Cupsieger 1984/85    |
| (A) | Absteiger der Saison 1985/86     |
| (N) | Neuaufsteiger der Saison 1985/86 |

## Turnierverlauf
Es liegen nur die Ergebnisse von ein paar Begegnungen vor dem Finale vor.

### 1. Cuprunde
| Datum        |          | Ergebnis |                     |
| ------------ | -------- | -------- | ------------------- |
| keine Angabe | LUV Graz | 1:0      | FC Wacker Innsbruck |

### Viertelfinale
Es liegen keine Informationen über die Begegnungen im Viertelfinale vor.

### Halbfinale
Es liegen keine Informationen über die Begegnungen im Halbfinale vor.

### Finale
Das Finale wurde am Sportplatz Bad Tatzmannsdorf, Bad Tatzmannsdorf im Burgenland ausgetragen.
| Datum        |              | Ergebnis |          |
| ------------ | ------------ | -------- | -------- |
| keine Angabe | USC Landhaus | 1:0      | LUV Graz |